# Félix Tisserand
François Félix Tisserand (født 13. januar 1845 i Nuits-Saint-Georges, Côte-d'Or, død 20. oktober 1896 i Paris) var en fransk astronom.
Tisserand studerede ved École Normale i Paris, ansattes 1866 som adjunkt ved observatoriet i Paris, blev 1873 direktør for observatoriet i Toulouse, som han omorganiserede, succederede 1878 Urbain Le Verrier i akademiet, blev medlem af Bureau des longitudes og kaldtes til Sorbonne, først som professor i rationel mekanik, fra 1883 i himmelmekanik. 1868 sendtes Tisserand til Malakka for at observere den totale solformørkelse og ledede 1874 og 1882 den franske ekspedition for at observere Venuspassage henholdsvis i Japan og Martinique. 1892 blev Tisserand direktør for observatoriet i Paris. Tisserand er en af 19. århundredes mest betydelige teoretiske astronomer, og hans arbejder, der fornemmelig beskæftiger sig med de forskelligste problemer i himmelmekanikken, udmærker sig ved en sjælden klarhed og eksakthed; specielt er dette tilfældet med hans klassiske Traité de mécanique céleste (I—IV, Paris 1888—96), som viser os den fysiske astronomi i slutningen af 19. århundrede. Foruden i dette hovedværk er hans talrige afhandlinger publicerede af akademierne i Paris, Toulouse, Montpellier og den af ham 1884 grundede og til hans død redigerede Bulletin astronomique, hvor han 1889 i bind VI offentliggjorde sin bekendte afhandling: Sur la théorie de la capture des comètes périodiques, som indeholder det for studiet af periodiske kometer fundamentale Tisserand kriterium, ɔ: relationen mellem kometbanens elementer, før og efter den blev perturberet. Sine mere populære astronomiske afhandlinger har Tisserand meddelt i forskellige årgange af Annuaire du Bureau des Longitudes. Som direktør for observatoriet i Paris har han udgivet Annales de l’Observatoire de Paris: Mémoires, bind XXI—XXII, Observations 1885—88. I den korte tid, Tisserand bestyrede dette institut, har han mere end nogen anden hævet det til den anseelse, det nu nyder, såvel ved at sætte ny foretagender i gang, f.eks. de store fotografiske månekort, som ved at fortsætte de af hans forgænger Amédée Mouchez påbegyndte arbejder: Fotografering af himmelen og udgivelsen af den store stjernekatalog, samt hvad der står i forbindelse hermed. Af Tisserands andre arbejder nævnes: Recueil d’exercices sur le calcul infinitesimal (Paris 1876). I 1899 afsløredes en buste af Tisserand i hans fødeby.